# 威廉·格林
威廉·卡尔·格林（德語：Wilhelm Carl Grimm，1786年2月24日—1859年12月16日），德国作家與人類學家，格林兄弟中的弟弟，其哥哥是雅各布·格林。
威廉·格林出生于黑森伯國的哈瑙，1803年到马尔堡大学攻读法律，和哥哥雅各布·格林读的是相同的学校和专业，比哥哥只晚入学一年。1825年娶亨丽埃塔·多萝西娅·维尔德为妻。1831年，威廉-格林姆成为哥廷根大学的一名图书管理员，1835年，他获得了那里的副教授职位。
威廉·格林单独完成的著作有《德国英雄传奇》（Die deutsche Heldensage）等。